# 东皇沟乡
东皇沟乡是中国陕西省汉中市宁强县下辖的一个乡。2011年已撤销，辖境并入代家坝镇。

## 行政区划
东皇沟乡下辖以下行政区：
范家营村、何家营村、堰坎村、马龙岩村、高家河村、水平山村。